# Ситняки (Гомельская область)
Ситняки (бел. Сітнякі) — деревня в Борщевском сельсовете Речицкого района Гомельской области Белоруссии.
На востоке граничит с лесом (урочище Хмозов).

## География

### Расположение
В 28 км на восток от Речицы, 1 км от железнодорожной станции Якимовка (на линии Гомель — Калинковичи), 43 км от Гомеля.

### Гидрография
На востоке мелиоративный канал, на западе сеть мелиоративных каналов.

## Транспортная сеть
На севере железная дорога. Транспортные связи по просёлочной, затем автомобильной дороге Калинковичи — Гомель. Планировка состоит из прямолинейной, близкой к меридиональной ориентации улицы, застроенной неплотно деревянными усадьбами.

## История
Основана в начале XX века переселенцами из соседних деревень. Наиболее активная застройка приходится на 1920-е годы. В 1930 году организован колхоз. 9 жителей погибли на фронтах Великой Отечественной войны. Согласно переписи 1959 года в составе совхоза «Борщевка» (центр — деревня Борщевка).

## Население

### Численность
- 2004 год — 28 хозяйств, 52 жителя.

### Динамика
- 1959 год — 214 жителей (согласно переписи).
- 2004 год — 28 хозяйств, 52 жителя.